# Feliks Urbanc
Feliks Urbanc, slovenski veletrgovec, * 27. julij 1850, Drnovo, † 27. maj 1937, Ljubljana.

## Življenje in delo
Ker sta mu zgodaj umrla starša, ga je vzel k sebi stari oče v Brežice, kjer je hodil v šolo in se nato zaposlil kot vajenec pri trgovcu Kraljiču, tu se je z delom uveljavil, postal poslovodja, kot tak sredi 70-ih let 19. stoletja prišel v Kranj k trgovcu F. Krisperju, se 1876 poročil z njegovo hčerko, kmalu postal Krisperjev družabnik in vodil trgovino Krisper & Urbanc. Leta 1882 se je preselil v Ljubljano, tu prevzel še Jamškovo trgovino Pod Trančo (Stari trg, Ljubljana) in prijavil trgovino z manufakturnim blagom pod imenom Krisper & Urbanc, ki se je kmalu uvrstila med manufakturne veletrgovine. Krisper je kasneje izstopil iz družbe in Urbanc je ostal edini lastnik. Leta 1902 je zgradil na začetku Trubarjeve ceste novo trgovsko hišo (Urbančeva hiša, Ljubljana) in v njej uredil sodobno manufakturno trgovino, 1904 je vzel kot družabnika sina Franca (* 21. oktober 1878 v Kranju, † 1957 v Celovcu), 1922 pa še Josipa (* 18. februar 1882 v Kranju, † 1. marec 1960 v Ljubljani). Nekaj mesecev pred smrtjo je trgovino v celoti prepustil sinovoma, ki sta jo še naprej vodila pod imenom Feliks Urbanc. Trgovini v Kranju in Pod Trančo v Ljubljani pa je opustil že ob koncu 1. svetovne vojne.
Urbanc je bil 1902 izvoljen v upravo trgovskega društva in tu imel razne funkcije, bil dolgoletni svetnik trgovske zbornice, od 1893–1911 član upravnega odbora Mestne hranilnice ljubljanske, 1900–1911 član mestnega ravnateljstva, 1910–1912, ko je vodil občinske posle v Ljubljani vladni komisar. Urbanc in vsi člani njegove družine so pri avstrijskih popisih prebivalstva izkazovali slovenščino kot občevalni, pri jugoslovanskem popisu 1931 pa kot materni jezik, vendar je bil Franc Urbanc po letu 1945 označen kot pripadnik nemške narodnosti in izseljen iz države, njegova lastnina pa je prešla v državno last. 